# Hova prästgård
Hova prästgård är en byggnadsminnesförklarad prästgård i Hova i Gullspångs kommun, Västra Götalands län.
Hova prästgård ligger i den norra delen av Hova tätort och är en del av den gamla kyrkbyn i Hova socken. Gården ligger inte långt från Hova kyrka och har samma läge idag som den haft sedan före laga skifte. Kyrkplatsen i Hova har medeltida ursprung och det är inte omöjligt att detta även gäller prästgården. Den nuvarande mangårdsbyggnaden, huvudbyggnaden, är uppförd 1791, på initiativ av kyrkoherde Jonas Lindeblad. Innan dess var den norra flygeln prästbostad, vilken enligt undersökningar uppfördes under 1500-talet eller 1600-talet. Denna byggnad är den fjärde på platsen, sedan tidigare byggnader brunnit ner. Den södra flygeln uppfördes i slutet av 1700-talet eller i början av 1800-talet och var tidigare stall och spannmålsmagasin, idag är den garage. I trädgården norr om huvudbyggnaden finns en liten byggnad som använts som tvättstuga, uppförd under senare tid, dock före 1955.
Prästgården blev byggnadsminnesförklarad 2004.

## Bilder

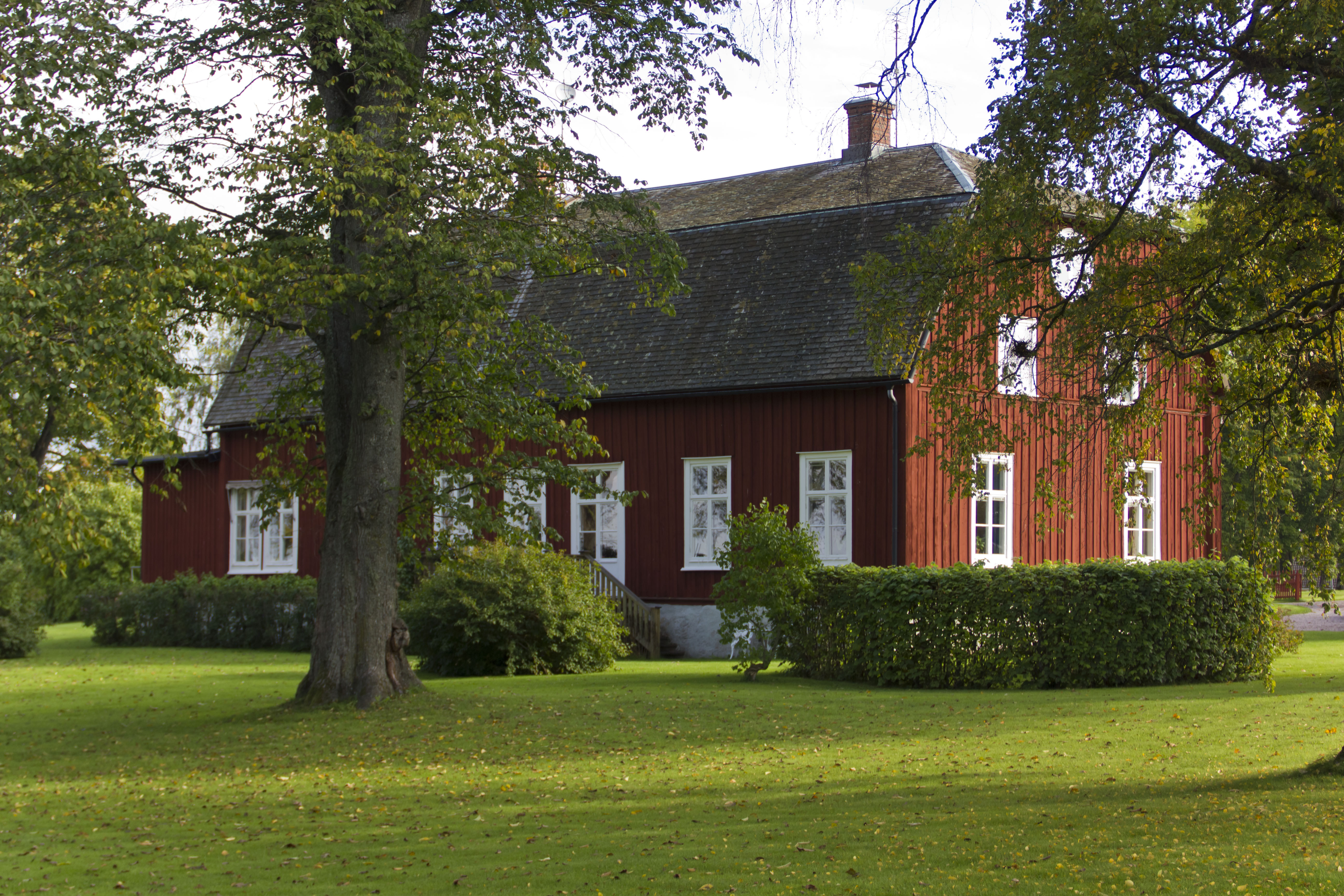
Hova prästgård, huvudbyggnadens baksida.
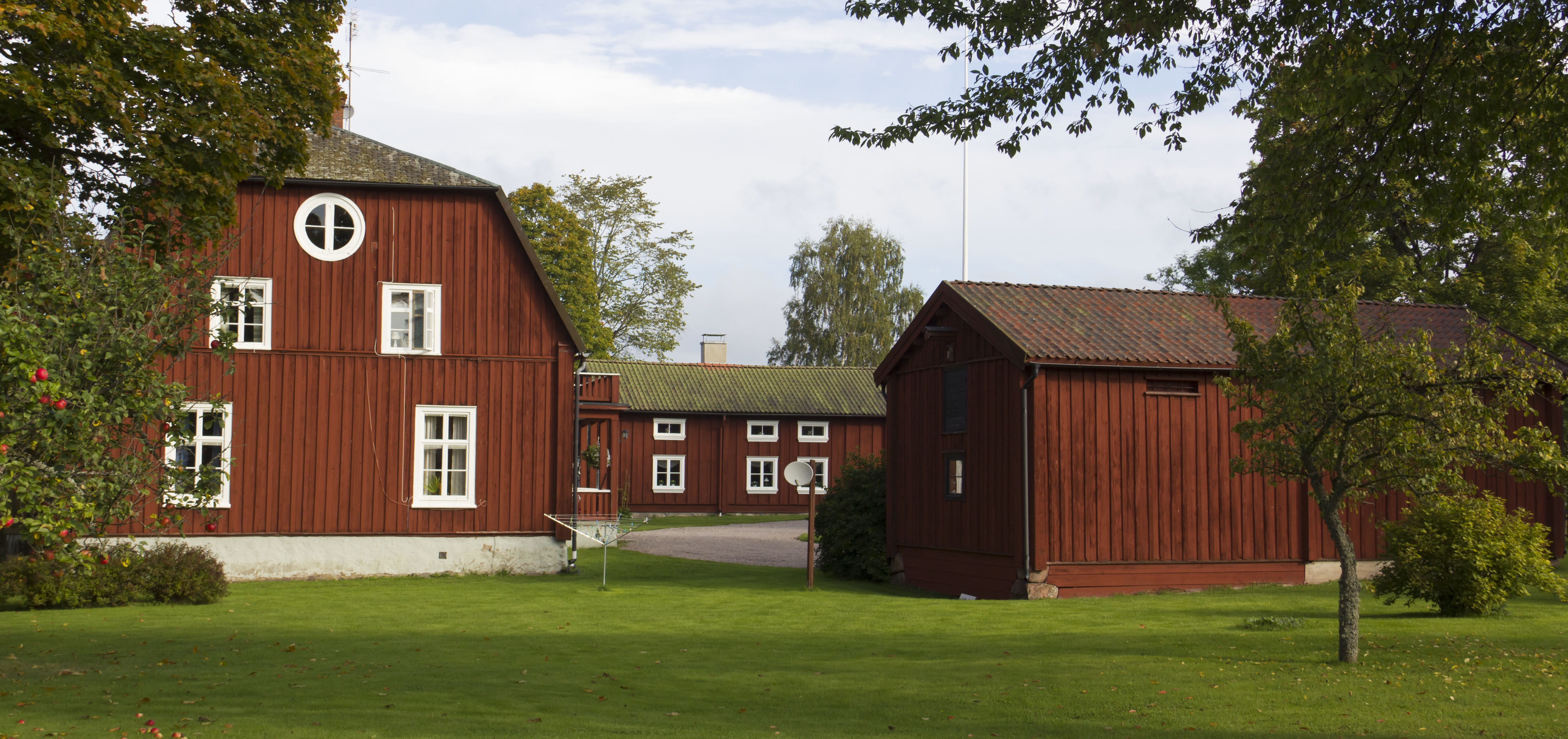
Huvudbyggnaden från gavelsidan med flyglar.
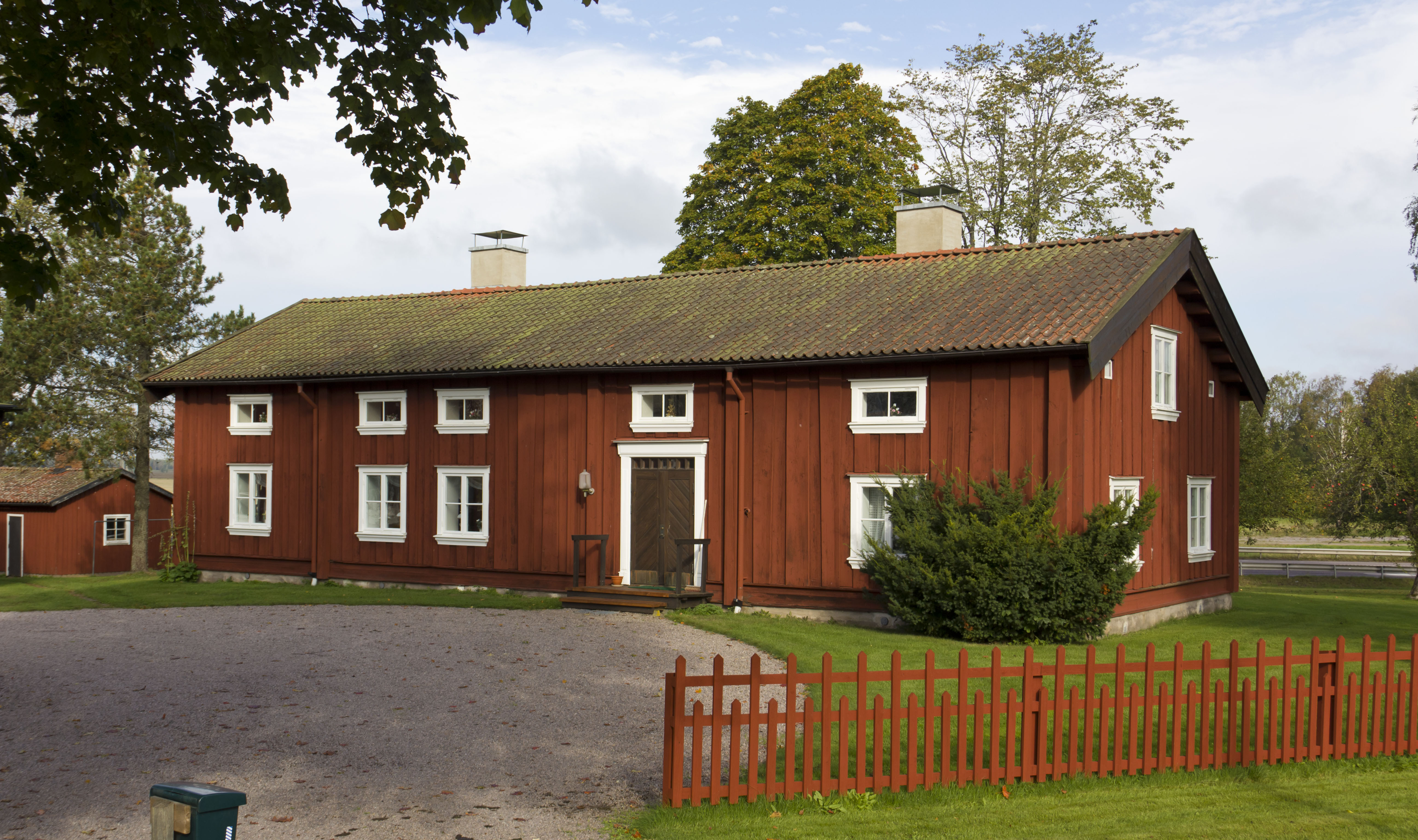
Den norra flygelbyggnaden.